# Chagey
Chagey é uma comuna francesa na região administrativa de Borgonha-Franco-Condado, no departamento de Alto Sona. Estende-se por uma área de 6,99 km². Em 2010 a comuna tinha 638 habitantes (densidade: 91,3 hab./km²).